# ポルノカラー写真誌事件
ポルノカラー写真誌事件（ポルノカラーしゃしんしじけん）とは、ポルノショップで発売された、透けた下着のみを身に着けた女性の姿などのカラー写真のわいせつ性が問題になった日本の事件である。
1983年（昭和58年）10月27日、最高裁判所は以下のように判示して、わいせつ性を肯定、被告人の上告を棄却した。
「刑法一七五条の規定が憲法一三条、二一条に違反するものでないこと、刑法一七五条が所論のような理由により憲法三一条に違反するものでないこと、及び、刑法一七五条が、所論のように他人の見たくない権利を侵害した場合や未成年者に対する配慮を欠いた販売等の行為のみに適用されるとの限定解釈をしなければ違憲となるものでないことは、いずれも当裁判所の判例（中略）の趣旨に徴して明らかである」（刑集37巻8号1294頁、本判決には団藤重光裁判官・中村治朗裁判官の補足意見がある）